# نوفو للسينما

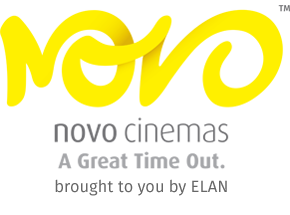
شعار الشركة.

نوفو للسينما هي سلسلة دور عرض سينمائية مملوكة لشركة الخليج السينمائي التي تعمل في دولة الإمارات العربية المتحدة وقطر والبحرين. يقع مقرها الرئيسي في دبي وتعتبر أكبر سلسلة دور عرض سينمائية في الشرق الأوسط.
كانت تعرف سابقا باسم غراند سينما منذ عام 2000 إلى أن أعيد إطلاقها في 6 مايو 2014 تحت اسم نوفو للسينما حيث توجد دور العرض السينمائية في قطر والبحرين ودبي وأبوظبي والشارقة ورأس الخيمة.
على الرغم من استحداث علامة تجارية جديدة لعام 2014 فإن العلامة التجارية السابقة لا تزال موجودة ككيان تجاري مستقل مقره في لبنان يملكه سليم راميا وشركاه أحد المؤسسين والمديرين التنفيذيين السابقين لشركة الخليج السينمائي.

## التاريخ
تم إطلاق اسم العلامة التجارية جراند سينماس في دبي بالإمارات العربية المتحدة في عام 2000. أعيد إطلاقه في 6 مايو 2014 باسم نوفو للسينما.
في يوليو 2005 أطلقت جراند سينما أول آيماكس في الشرق الأوسط في مجمع بن بطوطة مول ميغابلكس في دبي.
في يوليو 2007 توسع امتياز جراند سينما إلى لبنان تحت ملكية رجل الأعمال المحلي سليم راميا أحد مؤسسي مجموعة الخليج للأفلام حيث تواصل الشركة حاليا ككيان مستقل على الرغم من أن في عام 2014 تمت إعادة التسمية في الإمارات.

## الميزات
- نوفو سكاي - جلوس شرفة قياسية
- ميدياماتيون آيماكس 4د- مسرح مخصص للاستفادة من تكنولوجيا مقعد الحركة آيماكس 4د المبرمج للفيلم
- نوفو إدج - أعلى مكان للجلوس[8]
- نوفو كول - جلوس مصمم لضمان الراحة المثلى[8]
- نوفو 3د - تجربة 3د حقيقية[8]
- نوفو سبع نجوم - مقاعد قابلة للسحب وخدمة نادل خاصة ووسائل راحة حصرية وخصوصية[8]
- آيماكس - شاشة كبيرة بتقنية آيماكس[8]

## الخدمات
- الحجز عبر الإنترنت
- حجز عبر المحمول

### الحجوزات الخاصة
- عروض خاصة
- حفلات أعياد الميلاد
- أحداث خاصة
- فريق بناء

## الفروع

### الإمارات العربية المتحدة

#### دبي
- مجمع بن بطوطة مول (آيماكس)
- دبي فستيفال سيتي
- مركز الغرير جاليريا (جراند حياة)
- التنين مارت 2

#### أبوظبي
- مركز مول العالم
- بوابة الشرق مول، بني ياس
- أبو ظبي مول

#### رأس الخيمة
- مجمع منار

#### الشارقة
- مركز البحيرة
- ميغا مول
- مركز صحارى

### قطر
- اللؤلؤة (آيماكس)
- مول 01
- قطر مول
- سوق واقف
- طوار مول.[9]

### البحرين
- مجمع السيف عراد (آيماكس)[5]

## الروابط الخارجية
- الموقع الرسمي
- شوتايم
- غالف فيلم
- قطر لخدمات الإعلام